# مار جبرئیل
مار جبرئیل (به آرامی: ܡܪܝ ܓܒܪܐܝܠ‎‎: قدیس جبرئیل) اسقف قرن هفتم طور عبدین جنوب شرقی ترکیه بود.